# Teatro Circo Tamberlick
El Gran Teatro Circo Tamberlick fou un centre de representació escènica, circenca (espectacles eqüestres i gimnàstics) i sala de cinema de titularidat privada situat a Vigo. Fou inaugurat l'11 d'octubre de 1882, i enderrocat el 1991.

## Descripció
Situat a la rúa do Circo, avui rúa Eduardo Iglesias, els seus propietaris inicials eren Augusto Bárcena Franco, Francisco Martínez Villoch i Mariano Pérez. Amb un pressupost de 40.000 pessetes, va obtenir una llicència d'obres el 30 de març de 1882.
L'arquitecte municipal Domingo Rodríguez Sesmero va aplicar a l'interior i a l'exterior, per al primer projecte (no realitzat), una decoració orientalista. El model que va seguir va ser el  Teatro Circo Price, construït el 1880 a Madrid per l’arquitecte Agustín Ortiz de Villajos. El 2 de maig de 1882, els promotors van presentar una sol·licitud per variar el disseny de la façana, signada també per Domingo Sesmero, al·legant estalvis en temps de construcció, ja que la nova era molt més senzilla i amb menys adorns.
Tenia un grada gairebé donant voltes al voltant d'una pista de 13 metres de diàmetre, amb cinc files de seients a sota, un nivell de 29 palcs a sobre i una altra de la galeria superior.
Va ser estrenada l'11 d'octubre de 1882 pel tenor italià Enrico Tamberlick, qui, al front de la seva companyia, va protagonitzar la sessió inaugural amb l'òpera en tres actes Poliuto de Gaetano Donizetti. Successivament, Vigo va assistir a les representacions de Rigoletto, L'Africaine, Il trovatore, Dinorah, Un ballo in maschera, Fausto, Lucrecia Borgia, Marina, La traviata, Aida, I puritani, Ernani, La sonnambula i Linda di Chamounix. L'estiu de 1883 es van celebrar uns jocs florals sota la presidència d'Emilio Castelar. El 1894 es va afegir un acabat superior de façana, col·locant una pinta amb el nom. Aquell any es van rebre cinc companyies i es van representar 110 obres diferents.
El 29 d'abril de 1897 va tenir lloc la primera projecció de cinema en aquest teatre de la ciutat de Vigo, procedent del Teatro do Liceo de Pontevedra, composta per dotze peces de cinema mut del Cinématographe Lumière (El regador regat, L'Arrivée d'un train en gare de La Ciotat, ...). Va estar al capdavant dels portuguesos César Marques i Alexandre Pais de Azevedo, delegats de la casa Lumière. Les projeccions continuaren a Tui (el 13 de maig al Teatre local), la Corunya (maig 23 al número 25 de la rúa Real), Ferrol (el 16 de juny en un lloc de la rúa Real) i Lugo (el 7 de juliol al Teatro-Circo). Castro de Paz
El 6 de gener de 1900, Pablo Iglesias Posse, fundador del PSOE, va pronunciar a Tamberlick un discurs d'hora i mitja de duració. El 1921 el Teatro va acollir la III Asemblea Nacionalista.
El 1907 l'arquitecte Manuel Felipe Quintana Ochaita va signar un projecte de marquesina per a la part frontal de la façana, que no es va executar. En aquell moment el propietari era Francisco Molíns Pascual.
El local va funcionar durant molts anys com una sala de cinema, operada per l'empresari Isaac Fraga Penedo, propietari des de 1920, que va renovar la pista per convertir-la en un auditori amb seients, col·locant la cabina a la part inferior de la primera nivell de llotges. El 1922 Fraga va estrenar pel·lícules d'Alejandro Pérez Lugín sobre la Guerra del Rif. En la mesura de la capacitat practicada per l'ajuntament del 7 de novembre de 1923, Tamberlick va ocupar el primer lloc amb 1.104 butaques, seguit del Teatro Odeón amb 733, el Royalty amb 603 i el Cine Ideal amb 574. El 31 de maig de 1929 es va estrenar en aquest lloc l'obra de teatre  O Mariscal, de Ramón Cabanillas i Antón Villar Ponte.
La primera projecció de cinema sonor a Vigo també va ser al Tamberlick, el 14 de març de 1930, la pel·lícula va ser The Jazz Singer. L'última pel·lícula que es va projectar va ser Qui ha enredat en Roger Rabbit? (1988). En la seva demolició, el 1991, es va conservar la façana de pedra. La resta de l'edifici ara és un pati de veïns.

## Galeria d'imatges
- Primeir projecte per la façana, de Domingo Rodríguez Sesmero.[14]
- Gravat dels jocs florals de 1883 a La Ilustración Española y Americana.[15]
- Caras y Caretas (Buenos Aires) es fa ressò d’una representació el 1907.[16]
- Anunci publicitari del teatre a Faro de Vigo del 14 de maig de 1922.
- Publicitat, amb dibuix de Camilo Díaz, al Catálogo de Vigo de 1922-23.[17]
- Fulletó, en PDF, d’Empresa Fraga S.A. amb el programa del 18 de juny de 1924.[18]